# Келишка цілісноприлистикова
Келишка цілісноприлистикова (Calypogeia integristipula) — вид печіночників родини келишкових (Calypogeiaceae).

## Поширення
Батьківщиною є Європа, Макаронезія, Азія, Північна Америка.
Зростання цього виду є безвапняним або слаболужним. Більш сильно розклалася мертва деревина часто колонізується, а також кислі місця ґрунту в лісах, сирий гумус, відкриті торф'яні ґрунти на болотах, купи колод, багаті гумусом силікатні породи або основи стовбурів дерев.

## Характеристика
Утворює світло-зелені галявинки. Окремі рослини розпростерті, шириною від 2 до 4 міліметрів і довжиною до 6 сантиметрів. Листя яйцюватої форми й найбільш широке біля основи, кінчик вузько закруглений. Клітини листя ізодіаметричні, тонкостінні й мають розмір приблизно 24–45 на 30–60 мікрометрів. Клітини по краю листа майже не відрізняються, найчастіше деякі витягнуті по дотичній, але вони не утворюють чіткої межі. Масляні тільця водяного кольору, що складаються з ніжних крапельок, є у всіх клітинах листя. Статевий розподіл однодомний. Спорогони зустрічаються рідко, але виводкові тіла утворюються часто і в достатку.